# Frédéric Jousset
Frédéric Jousset (n. 3 mai 1970, Paris, Franța) este un om de afaceri și filantrop francez. Este fondatorul și copreședintele Webhelp, o companie de outsourcing de afaceri cu sediul în Franța. De asemenea, este administrator al Muzeului Luvru din decembrie 2016.

## Biografie
Jousset este fiul lui Marie-Laure Jousset, curator șef al Beaubourg, și al lui Hubert Jousset, președinte al GEFIP și al École normale de musique. Jousset a absolvit HEC Paris în 1992.
Jousset și-a început cariera în 1994 pentru Kérastase la L'Oréal. Patru ani mai târziu a fondat prima sa companie, Clientis SA, un editor de software pentru saloane de înfrumusețare. S-a alăturat firmei americane de consultanță strategică Bain & Company, unde a lucrat ca consultant strategic.
În iunie 2000, a co-fondat împreună cu Olivier Duha Webhelp SA, care inițial a oferit servicii de asistență IT și ulterior sa extins pentru a opera centre de apeluri și a externaliza servicii de afaceri. Grupul avea 55.000 de angajați și a avut o cifră de afaceri de 1.450 de milioane de euro în 2019.
În 2012, Jousset a primit Mercury Honor for Business Creation la HEC și, împreună cu Olivier Duha, a fost ales Managerul Anului în 2013 de Nouvel Economiste/Financial Times.
Este administrator al École nationale supérieure des arts décoratifs din iulie 2019.